# Goroeta
Goroeta es una entidad de población española del municipio de Arechavaleta, perteneciente a la provincia de Guipúzcoa, en la comunidad autónoma del País Vasco.

## Toponimia
El lugar puede aparecer referido como «Goroeta» y «Goronaeta».

## Historia
Hacia mediados del siglo XIX, el lugar, una anteiglesia ya por entonces perteneciente a Arechavaleta, tenía contabilizada una población de 220 habitantes. Aparece descrito en el octavo volumen del Diccionario geográfico-estadístico-histórico de España y sus posesiones de Ultramar de Pascual Madoz con las siguientes palabras:

GORONAETA: anteigl. del ayunt. de Arechavaleta en la prov. de Guipúzcoa (á Tolosa 8 leg.), part. jud. de Vergara (2 1/2), aud. terr. de Burgos (24), c. g. de las Provincias Vascongadas, dióc. de Calahorra (20): sit. en el valle real de Leniz, á cuyo arciprestazgo pertenece, y en un terreno desigual y costanero; clima saludable. Tiene 34 casas, un edificio ant. que parece haber sido de los Templarios, una parr. (Santiago) aneja de Arechavaleta y servida por un cura, y 8 fuentes de muy buenas aguas, 7 de ellas ferruginosas, y la otra con mezcla de sulfurosa. El term. confina N. Larrino; E. Oñate; S. Arechavaleta, y O. Aozaraza, siendo su estension de 1/4 leg. de N. á S., y algo mas de E. á O. El terreno es arcilloso; le baña el r. Icaraun que tiene su origen muy cerca de la poblacion en una peña elevadisima que hay al SE.: hay arbolado de castaños, robles y hayas. Los caminos son locales; el correo se recibe de Mondragon. prod.: trigo, maiz, mucha castaña, patata y lino; mantiene ganado vacuno y lanar; cria alguna caza, y pesca e truchas y anguilas. ind.: 2 molinos harineros. pobl.: 40 vec., 220 alm. contr. con su ayunt. (V.)
(Madoz, 1847, p. 268)

En 2023, la entidad singular de población tenía empadronados 42 habitantes.